# Docusoap
Een docusoap is een televisieprogramma waarin een documentair gefilmde reeks van gebeurtenissen van een dramatische lijn wordt voorzien. Het woord is een samenvoeging van documentaire en soap(-opera).
Een docusoap volgt vaak een bekend persoon, zoals de Belgische keeper Jean-Marie Pfaff of de zanger Jan Smit. Ook kan een beroepsgroep worden gevolgd, zoals in de NCRV-reeks De mensen van....
Het woord docusoap werd voor het eerst gebruikt in de Verenigde Staten van Amerika rond 1979. Eind jaren negentig kwam het in Nederland in zwang.
Een aan de docusoap verwant genre is het docudrama, waarin werkelijke gebeurtenissen worden nagespeeld.